# Wurdian
Wurdian is een online variant van het bordspel Scrabble, te spelen op iOS- en Android-apparaten. De app is ontwikkeld door de Nederlander Ronald van den Berg en de naam Wurdian komt van het Friese ‘Wurd’, dat woord betekent. Het spel verscheen in 2021 en heeft iets meer dan 125.000 geregistreerde spelers.

## Gameplay
De regels van Wurdian lijken op die van Scrabble en Wordfeud, in die zin dat spelers op een 15×15-bord spelen en dat het standaardbord bonustegels bevat die de waarde van een letter of woord verdubbelen of verdrievoudigen. Voor een bingo (het spelen van alle zeven letters) worden 45 punten toegekend. Het spel kan gespeeld worden met 2 tot 4 personen tegelijk en met verschillende tijdslimieten per beurt: van 90 seconden tot 72 uur. Echter kan er ook zonder tijdslimiet gespeeld worden.
Nochtans kent Wurdian een aantal verschillen ten opzichte van Scrabble. Het spel heeft een bonussysteem dat spelers beloont voor het leggen van langere woorden, en biedt een replay-optie aan waar spelers hun spelverloop mee kunnen terugkijken. Elke speler ontvangt één blanco steen en er is een vaste bonus van 25 punten voor de eerste speler die zijn rekje leeg speelt. Het spel heeft een 'finaleronde', waarbij alle spelers nog één beurt krijgen nadat de eerste speler zijn rekje heeft leeggespeeld. Als een andere speler daarna ook zijn rekje leeg weet te spelen, ontvangt diegene 10 bonuspunten (er worden geen punten afgetrokken voor de resterende letters op het rekje van de tegenstander).
De kleuren van het bord en de bonustegels kunnen naar wens aangepast worden en de definities van woorden kunnen opgezocht worden via een checkknop. Met die knop kunnen woorden eveneens worden voorgesteld om aan de database toegevoegd of verwijderd te worden.
In de app worden puzzels met dagelijkse uitdagingen aangereikt, waarbij er drie bingo’s of woorden van vijftien letters gevonden moeten worden.

### Toernooien
Wurdian beschikt over een toernooimodus waarbij wedstrijden automatisch worden gegenereerd en waarbij de ranglijst op basis van speluitslagen automatisch wordt bijgehouden.  Elke speler kan een toernooi aanmaken en fungeert dan als host van het toernooi. Er zijn verschillende instellingsmogelijkheden voor de host van het toernooi:
- Het aantal deelnemers bepalen, van 2 t/m 40 spelers.
- De tijd per zet bepalen, die kan 12, 24, 48 of 72 uur zijn.
- Het aantal spellen per tegenstander kiezen, dat 1 tot maximaal 8 spellen kan bedragen.
- Het specifiek type bord selecteren waarop gespeeld wordt.
- Het wel of niet toepassen van de langewoordbonus.
- Het toernooi op openbaar of privé zetten en eventueel een vaardigheidsscorebereik van tegenstanders bepalen.

### Talen
In Wurdian zijn een aantal talenversies te vinden. Buiten Nederlands, Engels en tien andere Europese talen, kent de app ook een Friese en Afrikaanse variant en is er in december een Top 2000-taalvariant. Hierbij kunnen (delen van) liedjes van de Top 2000 gespeeld worden.

## Ontvangst
| Recensiescore | Recensiescore |
| Publicist     | Score         |
| ------------- | ------------- |
| PC‑Active     | 4,5 / 5       |

In juli 2025 had Wurdian ongeveer 125.000 geregistreerde spelers. Wurdian werd gerecenseerd door het Nederlandse computertijdschrift PC-Active en kreeg een beoordeling van 4,5 uit 5 sterren. Daarnaast prees het tijdschrift en platform Corporate Vision het spel om zijn vindingrijkheid, intuïtieve ontwerp en de vele doordachte functies. Het benadrukte Wurdian’s waardering van 4,6 sterren uit meer dan 2000 beoordelingen in de Playstore, wat wijst op een algemeen positieve ontvangst van het spel.

### Media
De Nederlandse krant Algemeen Dagblad (AD) beval Wurdian sterk aan, en prees vooral de vele spelopties en de aanpasbare borden. Daarnaast kreeg Wurdian media-aandacht van de Friese omroep Omrop Fryslân vanwege de beschikbaarheid van het spel in de Friese taal, iets wat nog niet eerder voorkwam bij dit soort woordspellen. De ontwikkelaar werkte hiervoor nauw samen met de Friese onderwijsorganisatie Afûk, die de samenwerking ook op haar eigen website onder de aandacht bracht.

### Prijzen
Het platform Innovation in Business kende Wurdian de prijs toe voor Best Indie Word Game App tijdens de Developer Awards van 2024.